# Platyrinchus saturatus
El picoplano cresticanela (Platyrinchus saturatus), también denominado pico chato copete acanelado (en Venezuela), pico-chato de cresta canela (en Perú), pico-de-pala rufo (en Colombia) o picochato cresticanelo (en Ecuador), es una especie de ave paseriforme de la familia Tyrannidae, perteneciente al  género Platyrinchus. Es nativo de Sudamérica, en el escudo guayanés y parte de la cuenca amazónica.

## Distribución y hábitat
Se distribuye desde el este de Colombia, por el sur de Venezuela, Guyana, Surinam, Guayana Francesa y norte y este de la Amazonia brasileña, al este de los ríos Negro y Madeira, al sur hasta Mato Grosso); y muy localmente en el noreste de Perú y noreste de Ecuador.
Esta especie es considerada poco común en su hábitat natural: el sotobosque de selvas húmedas de terra firme, hasta los 900 m de altitud. Es algo más numeroso en el norte de la Amazonia brasileña.

## Descripción
El picoplano cresticanela mide entre 9 y 10 cm de longitud. Sus partes superiores son de color ámbar. El macho presenta una mancha anaranjada sobre la cabeza; las mejillas y la garganta blancas; alas negras con bordes de las plumas rufos y las partes inferiores amarillas con los lados del pecho marrón grisáceo. Su pico es negro con la mandíbula clara. Sus patas son rosadas grisáceas.

## Alimentación
Se alimenta de artrópodos, que caza entre el follaje denso entre uno y tres metros de altura del suelo. Ocasionalmente sigue enjambres de hormigas guerreras para atrapar las presas que huyen de ellas.

## Sistemática

### Descripción original
La especie P. saturatus fue descrita por primera vez por los zoólogos británicos Osbert Salvin y Frederick DuCane Godman en 1882 bajo el nombre científico Platyrhynchus saturatus; su localidad tipo es: «Montes Merume, Guyana».

### Etimología
El nombre genérico masculino «Platyrinchus» se compone de las palabras del griego «πλατυς platus»: ‘ancho’, y «ῥυγχος rhunkhos»: ‘pico’; y el nombre de la especie «saturatus» en latín significa ‘ricamente colorido’.

### Taxonomía
Los límites taxonómicos entre las subespecie es incierto; los diferencias vocales registradas entre las poblaciones al norte y al sur del río Amazonas probablemente son relativemente menores.

### Subespecies
Según las clasificaciones del Congreso Ornitológico Internacional (IOC)  y Clements Checklist/eBird v.2021 se reconocen dos subespecies, con su correspondiente distribución geográfica:
- Platyrinchus saturatus saturatus Salvin & Godman, 1882 – este de Colombia, sur de Venezuela, las Guayanas y norte de la Amazonia brasileña. Muy localmente en el noreste de Ecuador (norte de Sucumbíos) y noreste de Perú (Loreto).
- Platyrinchus saturatus pallidiventris Novaes, 1968 – Brasil, en la margen sur del río Amazonas (del río Tapajós al norte de Maranhão). También localmente en el norte de Mato Grosso (Alta Floresta) y este de Rondônia.